# راؤول غارسيا (مصارع رياضي)
راؤول غارسيا (بالإسبانية: Raúl García)‏ هو مصارع رياضي مكسيكي، ولد في 25 ديسمبر 1943 في مدينة مكسيكو في المكسيك.

## وصلات خارجية
- راؤول غارسيا على موقع قاعدة بيانات المصارعة الدولية (الإنجليزية)
- راؤول غارسيا على موقع اللجنة الأولمبية الدولية (الإنجليزية)
- راؤول غارسيا على موقع أوليمبيديا (الإنجليزية)